# Medalha Adolf von Baeyer
A Medalha Adolf von Baeyer (em alemão:  Adolf-von-Baeyer-Denkmünze) é concedida pela Sociedade Alemã de Química a pesquisa e descoberta de destaque em química, acompanhada de uma quantia monetária.

## História
A Medalha Adolf von Baeyer é uma medalha de ouro, que Carl Duisberg criou em 19 de maio de 1910 em memória dos 50 anos do jubileu de docência e aos 75 anos de nascimento de seu mestre Adolf von Baeyer.
Após a queda do Terceiro Reich em 1949 a recém fundada Sociedade Alemã de Química relançou a medalha, com suporte da Bayer. Atualmente seu valor monetário é de 7500 Euros.

## Laureados[2]

### Antes da Segunda Guerra Mundial
- 1911 – Paul Friedländer, Darmstadt
- 1914 – Richard Willstätter, Munique
- 1919 – Wilhelm Connstein, Berlim; Karl Lüdecke, Berlim
- 1921 – Max von Laue, Berlim
- 1924 – Oskar Dressel, Bonn; Bernhard Heymann, Leverkusen; Richard Kothe, Leverkusen
- 1925 – Otto Heinrich Warburg, Berlim
- 1927 – Adolf Otto Reinhold Windaus, Göttingen
- 1929 – Adolf Grün, Grenzach
- 1931 – Otto Diels, Kiel
- 1934 – Richard Kuhn, Heidelberg

### Pós Guerra, concedida pela Sociedade Alemã de Química
- 1949 – Walter Reppe, Ludwigshafen
- 1951 – Otto Bayer, Leverkusen
- 1952 – Gustav Ehrhart, Frankfurt am Main
- 1953 – Georg Wittig, Tübingen
- 1954 – Arthur Zitscher, Offenbach am Main
- 1955 – Hermann Otto Laurenz Fischer, Berkeley
- 1956 – Gerhard Schrader, Wuppertal-Elberfeld
- 1957 – Alfred Rieche, Berlim-Adlershof
- 1958 – Paul Schlack, Frankfurt am Main
- 1960 – Erich Haack, Mannheim; Fritz Lindner, Frankfurt am Main; Heinrich Ruschig, Frankfurt am Main
- 1961 – John Eggert, Zürich/Schweiz
- 1963 – Otto Roelen, Oberhausen-Holten
- 1965 – Franz Sondheimer, Cambridge/Inglaterra
- 1967 – Siegfried Hünig, Würzburg
- 1968 – Otto Scherer, Frankfurt am Main
- 1971 – Eugen Müller, Tübingen
- 1975 – Hans Albert Offe, Wuppertal-Elberfeld
- 1978 – Rudolf Wiechert, Berlim
- 1979 – Heinz Staab, Heidelberg
- 1980 – Klaus Hafner, Darmstadt
- 1983 – Christoph Rüchardt, Freiburg im Breisgau
- 1985 – Wolfgang Richard Roth, Bochum
- 1986 – Paul von Ragué Schleyer, Erlangen
- 1987 – Wolfgang Kirmse, Bochum
- 1989 – Horst Prinzbach, Freiburg im Breisgau
- 1991 – Günther Maier, Gießen
- 1994 – Rolf Gleiter, Heidelberg
- 1996 – Henning Hopf, Braunschweig
- 1999 – Manfred Regitz, Kaiserslautern
- 2001 – Dieter Hoppe, Münster
- 2003 – Fritz Vögtle, Bonn
- 2005 – Armin de Meijere, Göttingen
- 2007 – Wolfram Sander, Bochum
- 2009 – Gerhard Erker, Münster
- 2011 – François Diederich, Zürich
- 2013 – Klaus Müllen, Mainz
- 2015 – Carsten Bolm, Aachen[3]
- 2017 - Peter Schreiner, Gießen
- 2019 - Frank Würthner, Wurtzburgo